# Odvrácená strana konce
Odvrácená strana konce (v originále The Wrong Side Of Goodbye) je dvacátý devátý román amerického spisovatele Michaela Connellyho a zároveň devatenáctý román ze série knih s Hieronymem „Harrym“ Boschem v hlavní roli. Kniha byla vydána v roce 2016.

## Děj knihy
V tomto románu se Harry Bosch ocitá částečně ve výslužbě a pracuje na dvou různých případech. Jako soukromého detektiva si jej najme postarší miliardář Whitney Vance, který se nikdy neoženil. Vance požádá Bosche, aby vypátral jeho dávnou přítelkyni, a zjistil jestli nemá dědice, kterému by mohl odkázat své bohatství. Současně se Bosch jako dobrovolný člen policejního sboru města San Fernando podílí na pátraní po sériovém pachateli znásilnění.
Harry se vrhne do pátrání a zjistí, že Vance opravdu má syna jménem Dominick Santanello, jehož matkou je Vibiana Duarteová, která byla Vanceovou milenkou v padesátých letech. Santanello však zemřel ve Vietnamu a Bosch se musí pustit do hlubšího pátrání. Při něm zjistí, že Dominick měl s jistou ženou latinského původu dceru, která se jmenuje Vibiana Veracruzová po své babičce. Vibiana Veracruzová ještě žije a živí se jako umělkyně a sochařka. Bosch také obdrží poštou poslední vůli sepsanou Vancem. Brzy však zjistí, že tato vůle byla upravena Vanceovou osobní asistentkou Idou Forsytheovou tak, aby i ona zdědila část peněz. Nakonec Wihitneyho Vance zabije, když ji požádá, aby mu jeho poslední vůli přinesla, což by vedlo k odhalení jejího podvodu. Bosch si brzy domyslí, že Ida poslední vůli zfalšovala a pak Vance zabila. Vibiana Veracruzová nakonec z dědictví získá blíže nespecifikovaný podíl.
Současně Harry vyšetřuje zločiny, které spáchal sériový násilník, který si vysloužil přezdívku „Sklenář“. Bosch odhalí, že se jedná o bývalého detektiva státní policie jménem Dockweiler. Kvůli redukci stavu policejního sboru byl Dockweiler přesunut k městské policii. Dockweilerovi se podaří unést policejního náčelníka a kapitána a během záchrany jej Bosch postřelí. Bosch poté musí také vypátrat, kde se nachází jeho parťačka Bella Lourdesová, kterou Dockwailer unesl a drží ji v zajetí.

## České vydání
V češtině vyšel román v roce 2017 v nakladatelství Domino v překladu Jana Netoličky.